# Wilhelm Schulze-Rose

Wilhelm Schulze-Rose

Wilhelm Schulze-Rose (* 10. Januar 1872 in Dahme/Mark; † 27. Oktober 1950 in Schirgiswalde) war ein deutscher Maler.

## Leben
Wilhelm Schulze-Rose ließ sich ab 1891 auf den Kunstakademien Königsberg, Dresden und Leipzig ausbilden. Studienreisen führten ihn nach Norwegen, Schweden und in die Niederlande.
Er wurde zunächst in Dessau, später in Leipzig sesshaft und zählt dort mit Albrecht Leistner zu den Gründern der Leipziger Secession, deren Vorsitz er übernahm. Als solcher war er für die Organisation der Jahresausstellungen 1910 und 1911 verantwortlich. Bereits in Dessau hatte er die Geschäftsführung des örtlichen Künstlerverbandes inne. 1912 gehörte er zusammen mit Max Klinger und Johannes Hartmann dem Vorstand des neu gegründeten Vereins Leipziger Jahresausstellung (LIA) an und war Mitglied der Leipziger Sezession, an deren Frühjahrsausstellung er 1913 teilnahm.

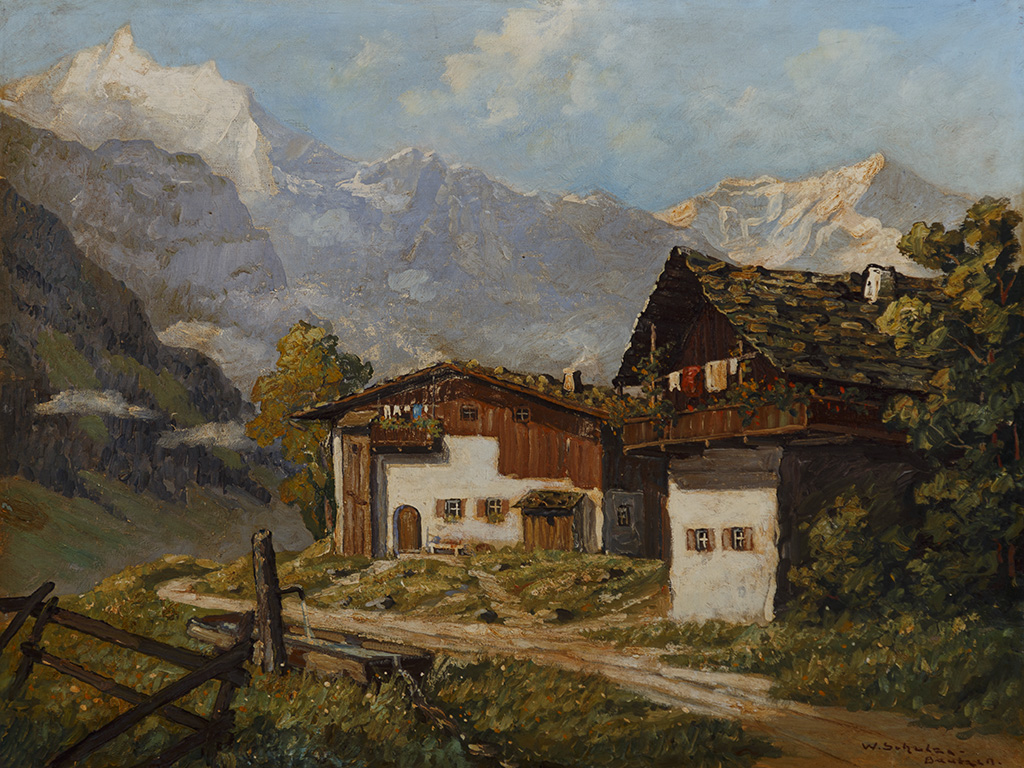
Berghof im sonnigen Licht, vor 1950

Ab 1916 verlebte er die Sommermonate in Gehren bei Luckau. Hier entstanden viele Landschaftsbilder, besonders aus der Gegend um den Fläming, die ihm den Ruf als Naturalist und „Bauernmaler“ einbrachten.
Mitte der Zwanziger Jahre gründete er den Landbund bildender Künstler
mit Sitz in Görlitz der es sich zum Ziel setzte, Künstlern, die auf dem Lande, abseits des Kulturbetriebes lebten und arbeiteten, Ausstellungsmöglichkeiten und Ankäufe zu verschaffen.
Ab 1923 wohnte er in Lomnitz, schlesische Oberlausitz, auf dem Gut seines Schwiegersohnes. Nach der Vertreibung 1945 fand er Obdach bei seiner Stieftochter in Kirschau.
Er starb, völlig verarmt, im katholischen Altersheim in Schirgiswalde und wurde auf dem dortigen Friedhof beerdigt.
Der Kunsthistoriker Johannes Jahn war sein Stiefsohn.

## Werke (Auswahl)

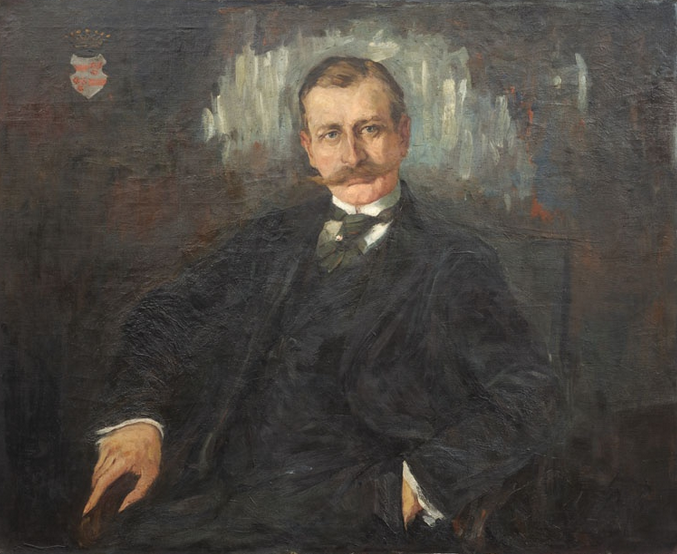
Porträt Curt Freiherr von Manteuffel

- Porträt Curt Freiherr von Manteuffel
- Am Kirchhof vorüber
- Es will Abend werden
- Die Säerin